# Шпак червонодзьобий
Шпак червонодзьо́бий (Spodiopsar sericeus) — вид горобцеподібних птахів родини шпакових (Sturnidae). Мешкає в Східній Азії.

## Опис
Довжина птаха становить 21—24 см, розмах крил 118 см. У самців голова, шия, живіт і гузка білуваті, іноді з сірим або охристим відтінком. Пера на голові, шиї і верхній частині грудей дещо видовжені. Груди, боки і верхня частина тіла сірі, махові і стернові пера чорні з синім, фіолетовим або зеленуватим металевим відблиском. На першорядних махових перах є білі «дзеркальця». Дзьоб червоний, іноді на кінчику чорний, лапи жовті або світло-оранжеві. Самиці мають бурувате забарвлення, на спині, крилах і хвості з металевим відблиском. Нижня частина тіла у них дещо світліша.

## Поширення і екологія
Червонодзьобі шпаки мешкають переважно на півдні та на південному сході Китаю, на південь від Янцзи, зокрема на острові Хайнань. Взимку зустрічаються також на півночі В'єтнаму і на Тайвані, бродячі птахи спостерігалися в Кореї, Японії і на Філіппінах. Вони живуть на відкритих рівнинах та в рідколіссях, а також на полях та в садах. Живляться комахами і плодами, яких шукають серед рослинності та на землі. На відміну від деяких інших видів шпаків, не асоціюється з великою рогатою худобою.
Червонодзьобі шпаки зустрічаються в зграях, чисельність яких взимку може досягати 100 птахів. Гніздяться в дуплах дерев або в стінах людських жител. Яйця бліді, блакитнувато-зелені. Відомі випадки гібридизації червонодзьобих і сірих шпаків.